# Black cat/California
Black Cat/California è un 45 giri promozionale per le radio della cantante pop italiana Raffaella Carrà, pubblicato nel 1978 dall'etichetta discografica CBS.
Entrambi i brani sono presenti nell'album Raffaella (1978).

## Black Cat
Brano disco presentato per la prima volta all'interno della trasmissione televisiva Ma che sera condotta da Raffaella e andata in onda sulla Rete 1 nella primavera del 1978 (terza puntata 1/4/1978).
- Black Cat (Ma che sera), su raiplay.it, RaiPlay. URL consultato il 18 agosto 2021. (inizio a 0:18:10)

## California
Lato b del singolo con il brano (in inglese) più corto (3:15) rispetto a quello presente sull'album (3:58).
Il pezzo è anche il lato principale di un singolo (e relativo promo) internazionale del 1978, il cui lato b è Dancin' in the Sun (Epic S EPC 6450).
La versione in inglese ha ricevuto un ottimo riscontro internazionale, specie nei paesi anglosassoni, dove ottenne un sesto posto nella classifica dei singoli più venduti del Regno Unito.
In generale la canzone è stata distribuita all'estero in spagnolo ed italiano; la versione in castellano con il testo di Luis Gómez Escolar è più lunga e ha un arrangiamento leggermente diverso rispetto a quella inglese, è reperibile in un singolo che ha il brano Lucas (anch'esso in spagnolo) come lato a.
Nel 1984, un gruppo coreano di nome Nami e il figlio dell'operaio, amici eterni (composta da Jang Se-yong) in lingua coreana che riscosse molto successo in Corea.

## Tracce
Lato A
1. Black Cat – 3:54 (testo: Gianni Boncompagni, Ann Reid Collin – musica: Gianni Boncompagni, Franco Bracardi, Paolo Ormi)

Lato B
1. California (english edited version) – 3:15 (testo: Gianni Boncompagni, Ann Reid Collin – musica: Gianni Boncompagni, Franco Bracardi, Paolo Ormi)